# Manuel de Bernardo Álvarez
Manuel de Bernardo Álvarez (né à Bogota le 21 mai 1743 et mort dans cette même ville le 10 septembre 1816) est un homme d'État et ancien président de l'État libre de Cundinamarca.